# 嚴春廣

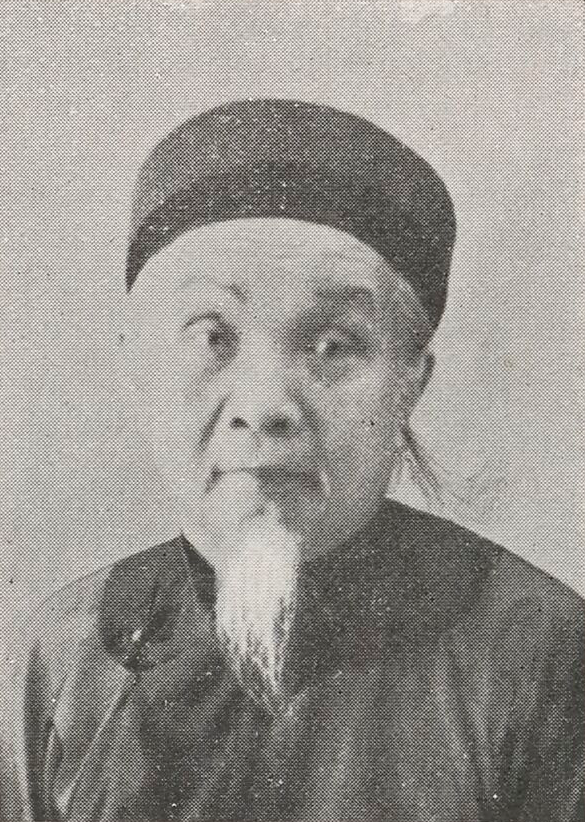
嚴春廣

嚴春廣（越南语：／；1869年—1941年5月8日），越南阮朝官員。

## 生平
嚴春廣是河東省懷德府慈廉縣大姥總西姥社（今屬河內市南慈廉郡西姥社西姥村）人，嗣德二十二年（1869年）出生。成泰六年（1894年），嚴春廣參加河南場鄉試，考中舉人。次年（1895年），嚴春廣會試中格，庭試考中進士。
嚴春廣早期曾任興安督學，後升諒山按察使。維新初，他辭去諒山按察使一職，回到河內，參與創辦東京義塾。維新二年（1908年），東京義塾被殖民政府強行關閉，他也受到波及。後來，他再次選擇出仕為官，最初在殖民政府任職。啟定年間，嚴春廣出任海陽商佐。啟定七年（1922年），改任寧平按察使。保大初，升寧平二項巡撫。保大五年（1930年），嚴春廣致事。
保大十六年四月十三日（1941年5月8日），嚴春廣去世，壽七十三歲。